# Älvhytteängen
Älvhytteängen este o arie protejată (arie specială de conservare — SAC, sit de importanță comunitară — SCI) din Suedia întinsă pe o suprafață de 8,9 ha, integral pe uscat.

## Localizare
Centrul sitului Älvhytteängen este situat la coordonatele 59°26′19″N 14°49′20″E / 59.4387°N 14.8221°E.

## Înființare
Situl Älvhytteängen a fost declarat sit de importanță comunitară în ianuarie 1997 pentru a proteja 1 specie de plante. Situl a fost protejat și ca arie specială de conservare în martie 2011.

## Biodiversitate
Situată în ecoregiunea boreală, aria protejată conține 2 habitate naturale: Pajiști din zone de pădure fino-scandinave, Cursuri de apă de la nivel de câmpie la nivel montan, cu vegetație Ranunculion fluitantis și Callitricho-Batrachion.
La baza desemnării sitului se află o specie protejată de  plante: papucul doamnei (Cypripedium calceolus).